# Masacre en Roma
Muerte en Roma (italiano: Rappresaglia) es una película italiana de 1973 de guerra dramática dirigida por George Pan Cosmatos sobre la masacre de Ardeatine que ocurrió en las cuevas de Ardeatine en Roma, el 24 de marzo de 1944. Esta masacre fue cometida por los alemanes como represalia por un ataque partidista contra el Regimiento de Policía de SS Bozen. La película se basó en el libro de 1967 Death in Rome de Robert Katz. Un tribunal italiano dio al productor Carlo Ponti y al director Cosmatos una sentencia de suspensión de la película de seis meses porque afirmaba que el Papa Pío XII conocía y no hizo nada sobre la ejecución de rehenes italianos por parte de los alemanes. Los cargos finalmente fueron retirados en la apelación. Los nombres de las víctimas se muestran en los créditos finales, a diferencia de los créditos del elenco y los miembros del equipo.

## Argumento
Segunda Guerra Mundial (1939-1945). En la Roma ocupada por los nazis, el coronel Herbert Kappler (Richard Burton), un oficial alemán, se debatirá entre su deber como militar y su amor por Italia cuando sus superiores le ordenen tomar represalias contra la población civil como respuesta a un atentado de los partisanos contra una compañía de las S.S. El Padre Antonelli (Marcello Mastroianni), un experto restaurador de arte, hará lo posible por impedirlo.
Basado en los hechos reales de la Masacre de las Fosas Ardeatinas.

## Reparto
El personal de SS
- Richard Burton como SS-Obersturmbannführer Herbert Kappler
- John Steiner como SS-Standartenführer Eugen Dollmann
- Anthony Steel como SS-Sturmbannführer Dr. Borante Domizlaff
- Brook Williams como SS-Hauptsturmführer Erich Priebke
- Dennis Burgess como SS-Sturmbannführer Hellmuth Dobbrick
- Anthony Dawson como SS-Brigadeführer Wilhelm Harster

Oficiales de la Luftwaffe
- Peter Vaughan como mariscal de campo Albert Kesselring
- Leo McKern como Luftwaffe general Kurt Mälzer

Fascistas italianos
- Guidarino Guidi como ministro del Interior, Guido Buffarini Guidi
- Renzo Montagnani como jefe de policía "QUESTORE" Pietro Caruso

Oficiales del Vaticano
- Marcello Mastroianni como Padre Pietro Antonelli
- Robert Harris como padre Pancrazio

Otros personajes
- Giancarlo Prete como Paolo
- Delia Boccardo como Elena
- Renzo Palmer como Giorgio
- Duilio Del Prete como partidista

## Producción
La película está basada en el libro Muerte en Roma de Robert Katz, quien también escribió el guion con Cosmatos.

## Juicio
El autor del libro Muerte en Roma en el que se basa la película estuvo involucrado en una demanda por difamación en Italia por el contenido de su libro. La demanda fue emitida por la condesa Elisabetta Pacelli Rossignani, la hermana del Papa Pío XII. El autor Katz, el productor Ponti y el director Cosmatos fueron acusados de "difamar la memoria del Papa" con respecto al supuesto conocimiento del Papa y de no oponerse a la Masacre ardeatina. Todos fueron declarados culpables con Katz sentenciado a 14 meses y Ponti y Cosmatos sentencia de seis meses pero los cargos fueron invalidados por una amnistía general.

## Precisión histórica
Herbert Kappler es representado en la película como un hombre cansado, desilusionado con la causa nazi y cree que la caída de la Alemania nazi es inminente. En realidad, Kappler era un nazi entusiasta y fue enviado a Roma exactamente por esta razón. Durante su tiempo como jefe de la Sicherheitspolizei (Policía de Seguridad) en Roma, Kappler organizó redadas de miles de víctimas inocentes, supervisó redadas en hogares judíos en busca de objetos de valor saqueados y fue una figura clave en el transporte de judíos italianos a los campos de exterminio nazis.
El padre Pietro Antonelli es una combinación de varios funcionarios del Vaticano que conocieron personalmente a Kappler, el más importante fue Monseñor Hugh O'Flaherty (que aparece en el telefilm The Scarlet and the Black). A un prisionero, un desertor del ejército austríaco que se había hecho pasar por italiano, se le permitió vivir como ciudadano del Reich; y fue el único testigo que contó la historia del valiente comportamiento del sacerdote de la Resistencia, Don Pietro Pappagallo, que bendijo a los que estaban a punto de morir, antes de que él mismo encontrara su destino.
Las víctimas de las S.S. del ataque partidista de son referenciadas a lo largo de la película como "soldados alemanes", cuando en realidad la empresa que fue atacada era la 11.ª Compañía del Tercer Batallón del  Regimiento de Policía de SS Bozen", que estaba compuesta por Austriacos de habla alemana de Bolzano anexionados a Italia después de la Primera Guerra Mundial. Históricamente, la unidad tampoco vestía uniformes de las SS, sino trajes tradicionales de la policía alemana de la Ordnungspolizei.
Kurt Mälzer se muestra a lo largo de la película dando órdenes directas a las unidades de la SS y supervisando personalmente la preparación para la masacre organizada por Kappler. En realidad, mientras varios oficiales de la Wehrmacht dieron órdenes a la SS durante este período, así como Kappler y Mälzer estuvieron discutiendo personalmente la operación, Kappler y sus hombres estaban bajo las órdenes de las SS y el líder de la policía cadena de mando, y fue a través de estos canales que se emitieron la mayoría de las órdenes oficiales relativas a la masacre. Otro hombre que trabajaba con las SS era el capitán Erich Priebke, mencionado en la película. Tenía pleno conocimiento de la masacre, pero se escondería durante muchos años evadiendo la justicia. Luego, en Nationwide TV en la década de 1990, el reportero de ABC News, Sam Donaldson, lo encontró y lo confrontó sobre la masacre, lo que lo llevó a decir que "siguió órdenes". Las autoridades argentinas lo arrestaron rápidamente y lo extraditaron a Italia; fue juzgado y condenado por genocidio.
El coronel Dollmann nunca fue el superior directo de Kappler, como se insinúa varias veces en la película. En realidad, Kappler respondió a la oficina de SS-Obergruppenführer Karl Wolff, que también mantuvo su sede en Roma. Wolff nunca se ve ni se menciona en la película. En realidad, fue juzgado y declarado culpable de matar judíos italianos como parte de las operaciones en Italia: cuando se enfermó, su sentencia fue reducida y fue puesto en libertad en 1971.
En el momento de la masacre, Herbert Kappler tenía 37 años. El actor Richard Burton estaba a punto de cumplir 48 años durante la producción de la película, once años mayor de lo que habría sido Kappler en ese momento.